# Coillte

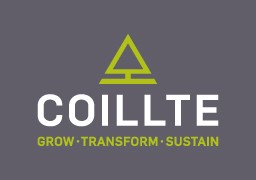
Coillte-Logo

Coillte [ˈkˠəil̠ʲtʲə/ˈkˠiːlʲtʲə] (irisch für Wälder) ist der irische staatliche Forstbetrieb mit Sitz in Newtownmountkennedy. Coillte unterhält etwa 7 % des gesamten irischen Staatsgebiets. Dabei ist es in drei Einheiten geteilt: Die Forstwirtschaft, das Landmanagement und das Unternehmen „Medite Smartply“, das Holz verarbeitet.  Coillte untersteht dem Landwirtschaftsministerium (Minister for Agriculture, Food and the Marine) und dem Finanzministerium. Es beschert dem irischen Staat seit einigen Jahren Einnahmen aus den Holzverkäufen. Auf etwa 20 % der betreuten Fläche wird die Biodiversität gefördert.
Mit etwa 850 Beschäftigten werden 4450 Quadratkilometer bewirtschaftet. Davon sind 79 % Wald.